# Alcuin Club
L'Alcuin Club est une organisation anglicane cherchant à préserver ou à restaurer les cérémonies, les arrangements, les ornements et les pratiques de l'église de manière orthodoxe.

## Histoire
L'organisation a été fondée en 1897 et porte le nom d'Alcuin de York. Il s'agissait d'une réorganisation d'un groupe antérieur, la Society of St. Osmund, qui avait été formé en 1889. La première publication du Alcuin Club, English Altars de William Henry St John Hope (en), parait en 1899. Le club est dédié au Livre de la prière commune et a sa conformité exacte.
L'Alcuin Club a participé activement au débat sur la réécriture du Livre de prière commune dans les années 1920. Son influence s'est quelque peu estompée après la première partie du siècle et il se consacre désormais à l'étude des cérémonies de toutes les églises chrétiennes. Les membres du club sont actifs dans les recherches liturgiques des églises anglicanes. Le club compte 450 membres, dont plus de la moitié au Royaume-Uni et beaucoup aux États-Unis.
Le Alcuin Club sélectionne chaque année des œuvres sur la liturgie, la cérémonie et l'hagiographie pour les inclure dans ses collections.

## Membres célèbres
- Athelstan Riley